# Tres Olivos (metrostation)
Tres Olivos is een metrostation in het stadsdeel Fuencarral-El Pardo van de Spaanse hoofdstad Madrid dat werd geopend op 26 april 2007. 

## Geschiedenis
Het station is gebouwd in het kader van het MetroNorte project uit de periode 2003-2007 waarmee verschillende gemeenten ten noorden van Madrid op de metro werden aangesloten.
Lijn 10 werd ten noorden van Fuencarral doorgetrokken naar het nieuwe depot van die lijn bij Tres Olivos. Hoewel de MetroNorte ook het lijnnummer 10 gebruikt is er geen sprake van een doorlopend traject en reizigers moeten dan ook overstappen in het station bij het depot. Terwijl de perrons van lijn 10 in de stad 110 meter lang zijn, zijn die van de MetroNorte slechts 90 meter lang. Tres Olivos is het zuidelijkste van de 11 stations van de MetroNorte, waarvan er 4 in de gemeente Madrid liggen. Door de aanwezigheid van overloopwissels tussen de beide trajecten zou het mogelijk zijn om een doorgaande dienst met metrostellen van vijf bakken te onderhouden. Hoewel dit door reizigers en buurtverenigingen is bepleit, is het niet gerealiseerd. De gemeentegrens betekent ook dat op de MetroNorte een afwijkend tariefsysteem geldt met onder meer eigen kaartjes.

Ligging van de metrolijnen bij  Tres Olivos
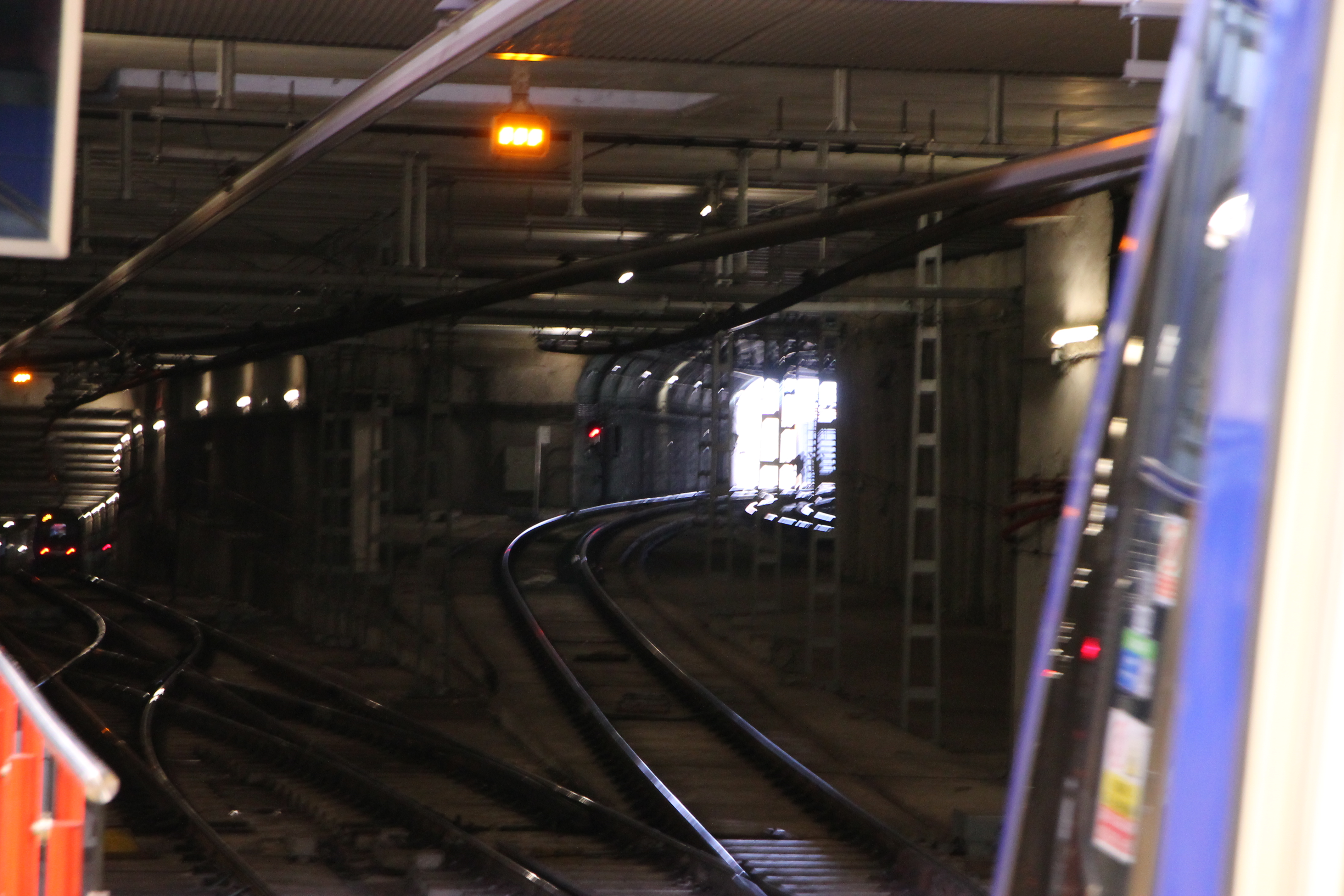
De opstelsporen van lijn 10 en het spoor naar het depot

## Ligging en inrichting
Het station ligt op de hoek van de M-607 en de Calle Retablo de Melisendra. Het stationsgebouw staat bovengronds aan de rotonde en de bushaltes liggen aan de straten die aansluiten op de rotonde. 
De sporen en perrons liggen op niveau -1, waarvan drie van de vijf sporen langs een perron liggen. Buiten de spits stoppen de metro's allemaal langs het eilandperron zodat overstappers op hetzelfde perron kunnen overstappen in beide richtingen. Tijdens de spits vertrekken de metro's naar de binnenstad vanaf het zijperron en moeten doorgaande reizigers uitstappen op het eilandperron en via de OV-poortjes naar het andere perron om de reis voort te zetten. In omgekeerde richting is ook in de spits een overstap op hetzelfde perron mogelijk. De beide lijndelen beschikken naast de perronsporen ook over een inhaalspoor zodat het omlopen van een metrostel mogelijk is. Het hoofddeel van lijn 10 beschikt daarnaast over twee opstelsporen ten noorden van de perrons. Doordat hier zowel ten noorden als ten zuiden van de perrons kruiswissels liggen zijn de sporen in beide richtingen te gebruiken. Door de roltrappen en liften is het station geheel rolstoeltoegankelijk.

De bushaltes (blauw) bij het station (rood)
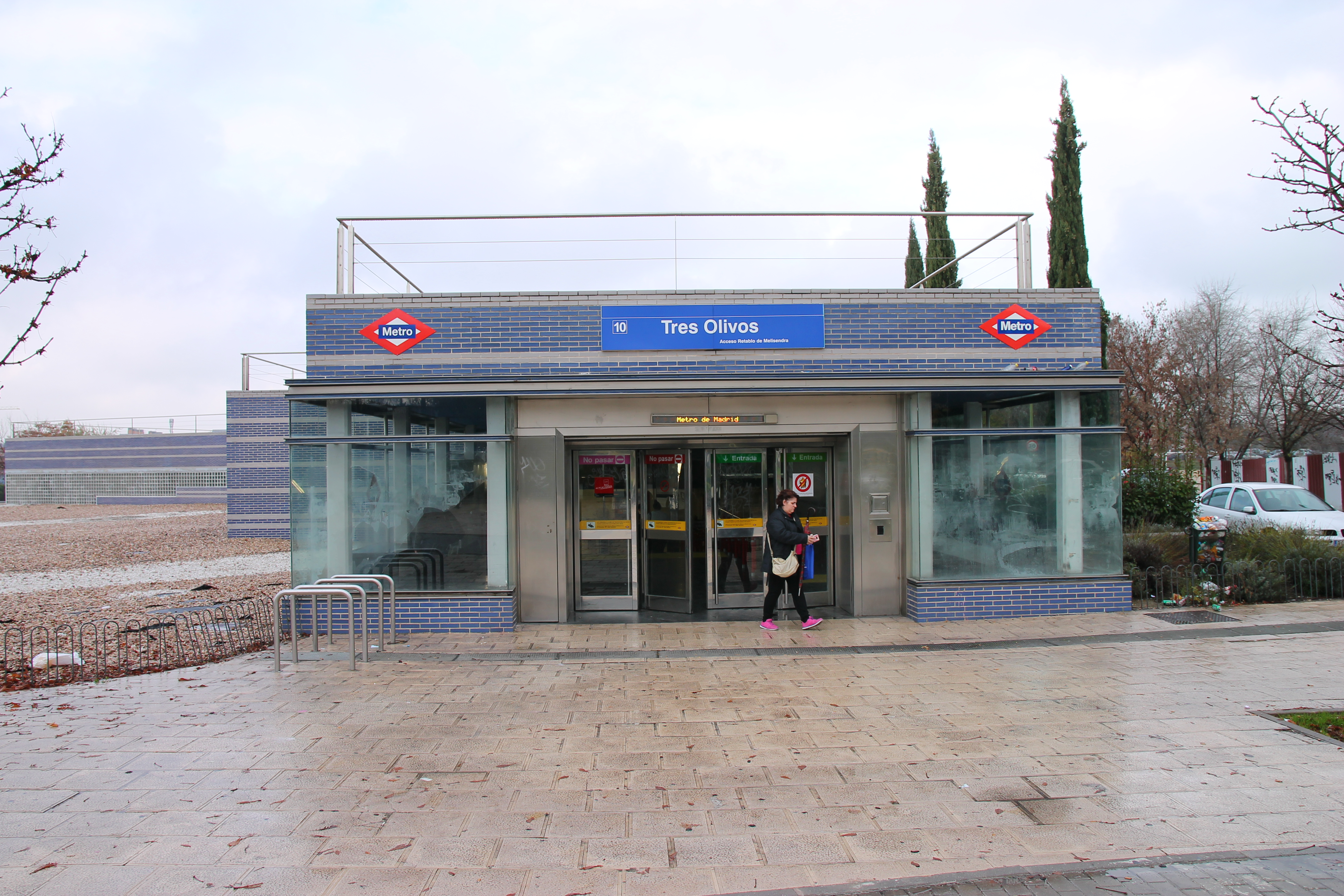
Het bovengrondse stationsgebouw
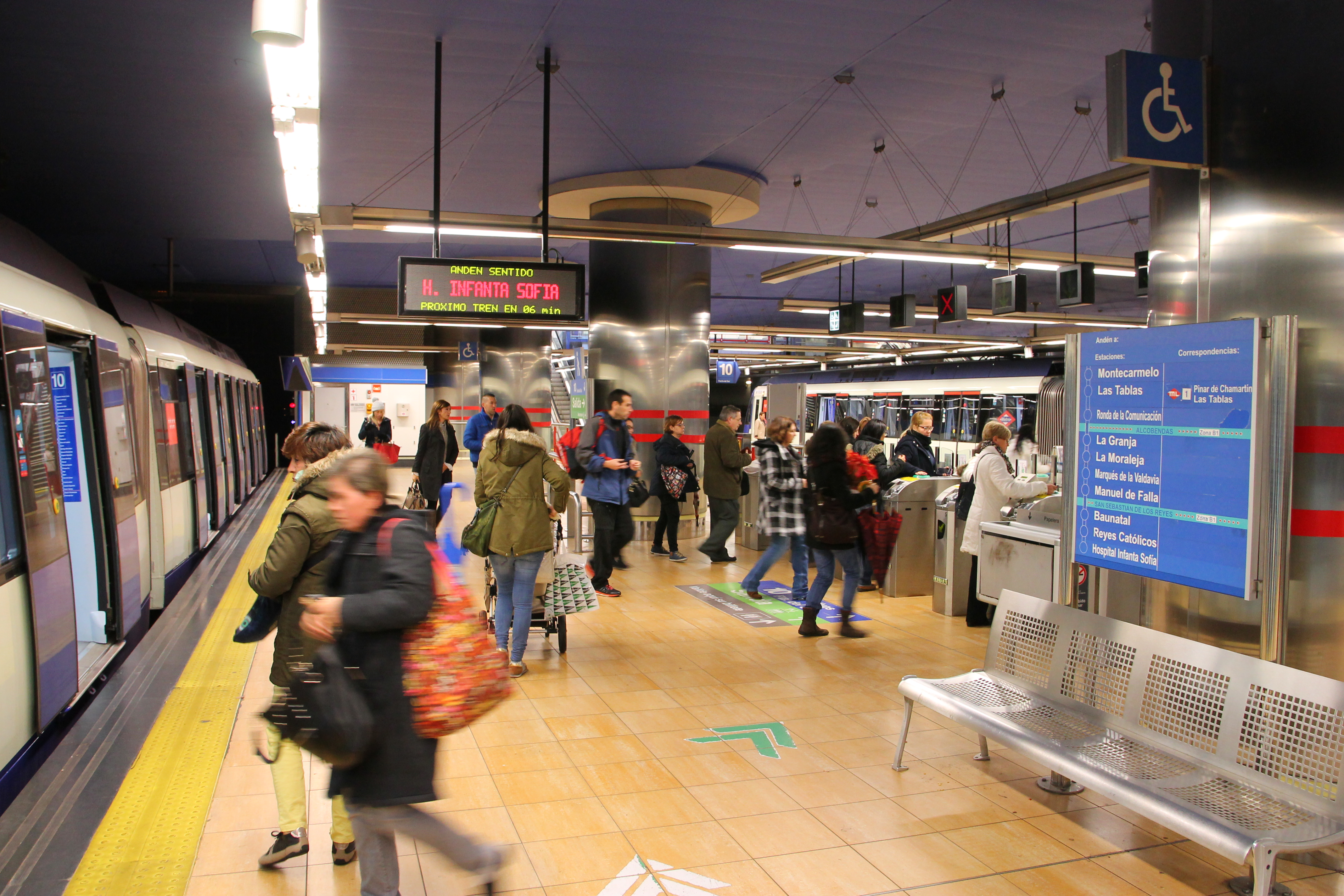
OV-poortjes tussen beide lijndelen op het eilandperron